# Serhij Tihipko
Serhij Leonidovič Tihipko (ukr. Сергій Леонідович Тiгiпко) ili Sergej Tigipko (rus. Сергей Леонидович Тигипко); (Moldova, Dragonešti, 13. veljača 1960.); je ukrajinski političar, finacijski stručnjak, bivši ministar gospodarstva i trenutni potpredsjednik Vlade Ukrajine. Tihipko se kandidirao na predsjedničkim izborima u Ukrajini 2010. godine kada je dobio izravnu podršku 3.211.198 ili 13.05% ukrajinskih glasača.
Tihipko spada među pragmatične ukrajinske političare kojima je na prvom mjestu podizanje standarda života u Ukrajini. Na relativno liberalan način zagovara suradnju sa SAD-om i Rusijom u čisto pragmatičnom smislu te se nalazi na čelu stranke lijevog centra Radna Ukrajina za koju su karakteristične socijalne teme odnosno teme koje zagovaraju veća prava radnika.

## Politička karijera
Serhij Tihpko je završio studij metalurgije na sveučilištu u Dnipropetrovsku 1982. godine. U istom mjestu gradi političku karijeru i kao mlad čovjek pridružuje se reformiranim komunističkim udruženjima. Osamostaljenjem Ukrajine 1991. nastavlja svoju karijeru u gospodarskim krugovima i otvara privatan bankarski posao. Godine 1994. postaje finacijski savjetnik predsjednika Leonida Kučme. Od 1997. do 1999. Tihipko je obnašao dužnost ministra gospodarstva, a u isto vrijeme postaje guverner Nacionalne banke Ukrajine.

## Vanjske poveznice
- Osobne stranice Serhija Tihipka (eng.)  Arhivirana inačica izvorne stranice od 4. travnja 2010. (Wayback Machine)
- Stranice Serhija Tihipka (ukr./rus.)  Arhivirana inačica izvorne stranice od 31. prosinca 2009. (Wayback Machine)